# Louis Dité
Louis Dité (geboren 26. März 1891 in Wien, Österreich-Ungarn; gestorben 18. November 1969 ebenda) war ein österreichischer Organist, Komponist und Musikpädagoge.

## Leben
Louis Dité besuchte das Wiener Lehrerseminar und studierte von 1907 bis 1912 an der Wiener Musikakademie bei Hermann Graedener (1907/08 Theorie, 1911/12 Komposition), J. Hofmann (ab 1907 Klavier als Nebenfach) und Rudolf Dittrich (1908–12 Orgel). Er machte die Staatsprüfung als Lehrer für Mittelschulen und Lehrerbildungsanstalten bei Julius Böhm. 
Von 1917 bis 1956 fungierte Dité als Organist der Hofmusikkapelle und war ab 1918 auch ihr Archivar. Er war Organist an der Rudolfsheimer Pfarrkirche und an der Franziskanerkirche, sowie Chordirektor von Männergesangvereinen. Er war zeitweise Lehrbeauftragter an der Musikakademie und Musiklehrer an einem Realgymnasium. Nach dem Anschluss Österreichs war er auch Konzertorganist des Filmunternehmens UFA an der Kilgen-Orgel in der Scala. 
Dité komponierte Orgel-, Klavier-, Chor- und Kammermusik, Messen, Symphonien, viele Lieder und Werke für Chöre. Er war Herausgeber der Meisterwerke kirchlicher Tonkunst, die ab 1946 erschienen. Er erhielt den Staatspreis für Komposition.
Dokumente von Dité befinden sich im Bestand des Musikverlages A. J. Benjamin/H. S. Sikorski im Sächsischen Staatsarchiv Leipzig.

## Werke (Auswahl)
- Totengräberhochzeit für Männerchor, Orchester und Orgel.
- Wächterlied für Männerchor, Bariton und Blasorchester.
- (Hrsg.): Vademecum für Organisten: eine Sammlung von Orgelstücken (leicht ausführbare Kadenzen, Vor- und Nachspiele) der bedeutendsten Meister von Bach bis Bruckner. Wien
- Introduktion, Passacaglia und Fuge über ein Thema von J. Haydn.
- (Hrsg.): Vademecum für Organisten. 1947
- Festliche Präludien. 1948
- Orgel-Brevier. o. J.